# 2005 في فنزويلا
فيما يلي قوائم الأحداث التي وقعت خلال عام 2005 في فنزويلا.

## سياسة

### تعيين في المنصب
- 1 يناير – خوسيه إغناثيو رودريغيز Mister Venezuela [الإنجليزية]‏.

## ظهور
- 1 يناير – شاينو و ناتشو

## وفيات

### يناير
- 19 يناير – خيسوس رافاييل سوتو (مواليد 1923)
- 22 يناير – سيزار غوتيريز (مواليد 1943) لاعب كرة قاعدة من الولايات المتحدة الأمريكية.

### فبراير
- 4 فبراير – لويس سانشيز (مواليد 1953) لاعب كرة قاعدة فنزويلي.
- 12 فبراير – رافاييل فيدال (مواليد 1964)

### مارس
- 24 مارس – مرسيدس باردو (مواليد 1921) رسامة فنزويلية.

### أغسطس
- 7 أغسطس – فاني باريوس (مواليد 1964)
- 18 أغسطس – ماجدالينا سانشيز (مواليد 1915) مغنية فنزويلية.